# ベガスの恋に勝つルール
『ベガスの恋に勝つルール』（ベガスのこいにかつルール、What Happens in Vegas...）は、2008年のアメリカ合衆国のロマンティック・コメディ映画。監督はトム・ヴォーン、出演はキャメロン・ディアスとアシュトン・カッチャーなど。ラスベガスを舞台に、酔った勢いで結婚した見ず知らずの男女が婚姻解消の直前になってカジノで大金を当てたことから勃発した賞金の所有権をめぐる騒動を描いている。

## ストーリー
ラスベガスで出会ったジョイとジャックは意気投合して、酔った勢いで結婚してしまう。翌日には婚姻の無効手続きを始めようとしたが、ジャックがスロットマシンで300万ドルを当て、二人は賞金の所有権を主張し始める。
裁判所の判決は、「６ヶ月の強制結婚を命じる。二人が実際に夫婦としてその間、同居生活をすれば、賞金をひき渡す」というものだった。ニューヨークにもどった二人は、ジャックの部屋で同居生活をはじめるが、衝突ばかりが続く。

## キャスト
※括弧内は日本語吹替
- ジョイ・マクナリー: キャメロン・ディアス（佐古真弓） - 大手証券会社のブローカー。
- ジャック・フラー: アシュトン・カッチャー（小森創介）
- スティーヴ・“ヘイター”・ハイダー: ロブ・コードリー（志村知幸） - ジャックの親友で弁護士。
- ティッパー: レイク・ベル（林真里花） - ジョイの親友。
- メイソン: ジェイソン・サダイキス（土田大） - ジョイの婚約者。
- ジャック・フラー・シニア: トリート・ウィリアムズ（長克巳） - ジャックの父。
- バンガー社長: デニス・ファリーナ（佐々木勝彦） - ジョイの上司。
- デイブ: ザック・ガリフィアナキス（上田燿司）- ジャックの友人。ジョイに一目惚れ。
- トウィッチェル医師: クイーン・ラティファ（佐藤しのぶ） - 結婚カウンセラー。
- ケリー: クリステン・リッター

## 興行収入
5月9日に3215館で北米公開。ウォシャウスキー兄弟の『スピード・レーサー』と同じ公開日だったが、初動及び全体での興行収入を上回っており、ひとつの劇場につき平均して6274ドルを売り上げた。
全世界におけるこの映画の最終的な興行収入は2億1937万5797ドルで、うちアメリカとカナダでの興行収入は8025万204ドルで、その他地域での興行収入は131,350,000ドルである。

## 評価
Rotten Tomatoesによれば、135件の評論のうち高評価は25%にあたる34件で、平均点は10点満点中4.4点、批評家の一致した見解は「『ベガスの恋に勝つルール』には笑いが少しはあるが、ほとんどはよくあるロマンチックコメディの定石に甘んじており、好ましからざる主人公カップルからはほとんど助けを得られていない。」となっている。
Metacriticによれば、31件の評論のうち、高評価は6件、賛否混在は11件、低評価は14件で、平均点は100点満点中36点となっている。
この映画は第29回ゴールデンラズベリー賞最低女優賞と、最低スクリーンカップル賞にノミネートされた。

## 関連項目

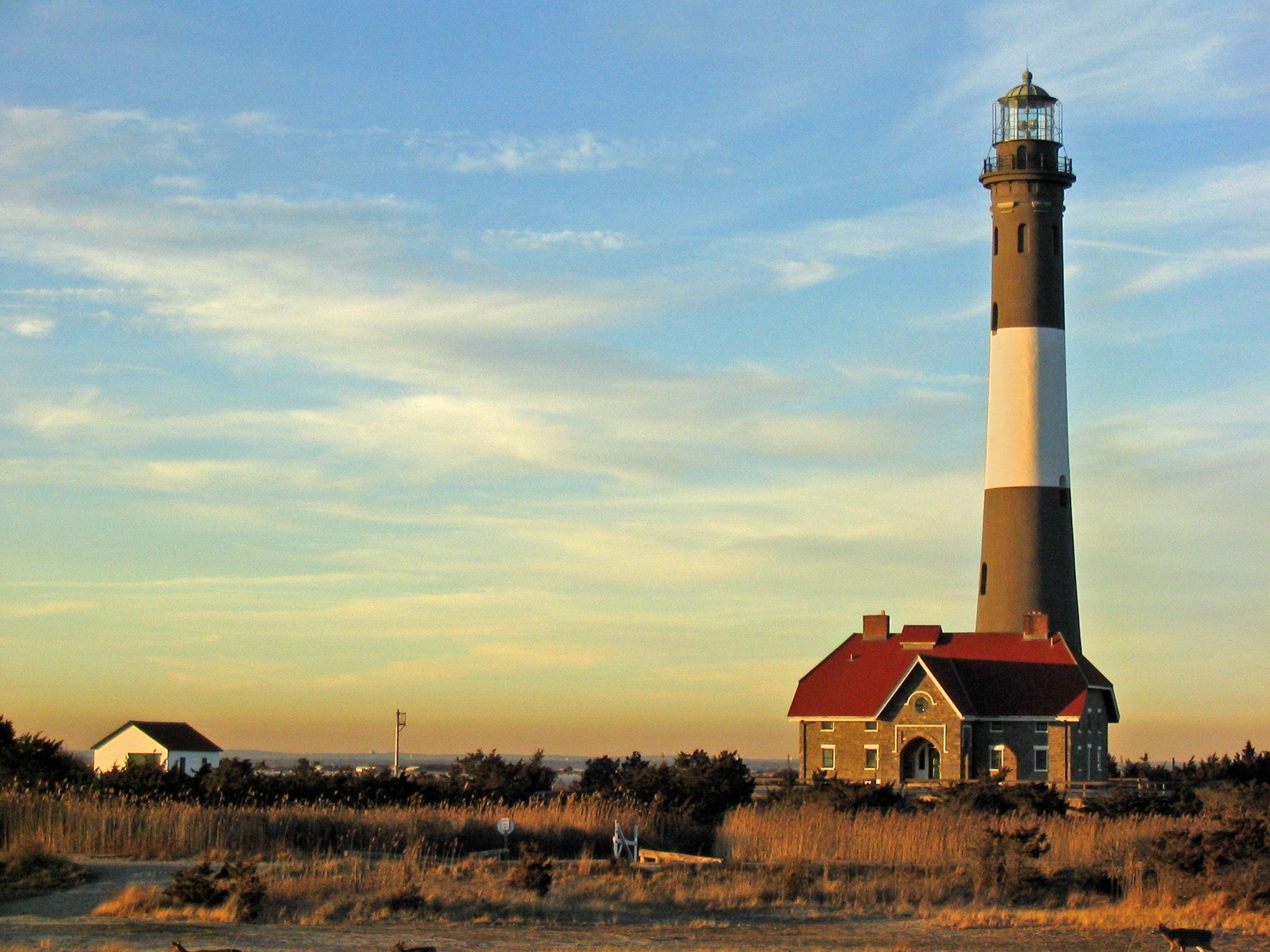
ファイアー・アイランド灯台